# Brauen-Glattstirnkaiman
Der Brauen-Glattstirnkaiman (Paleosuchus palpebrosus) ist ein Vertreter aus der Familie der Alligatoren.

## Merkmale

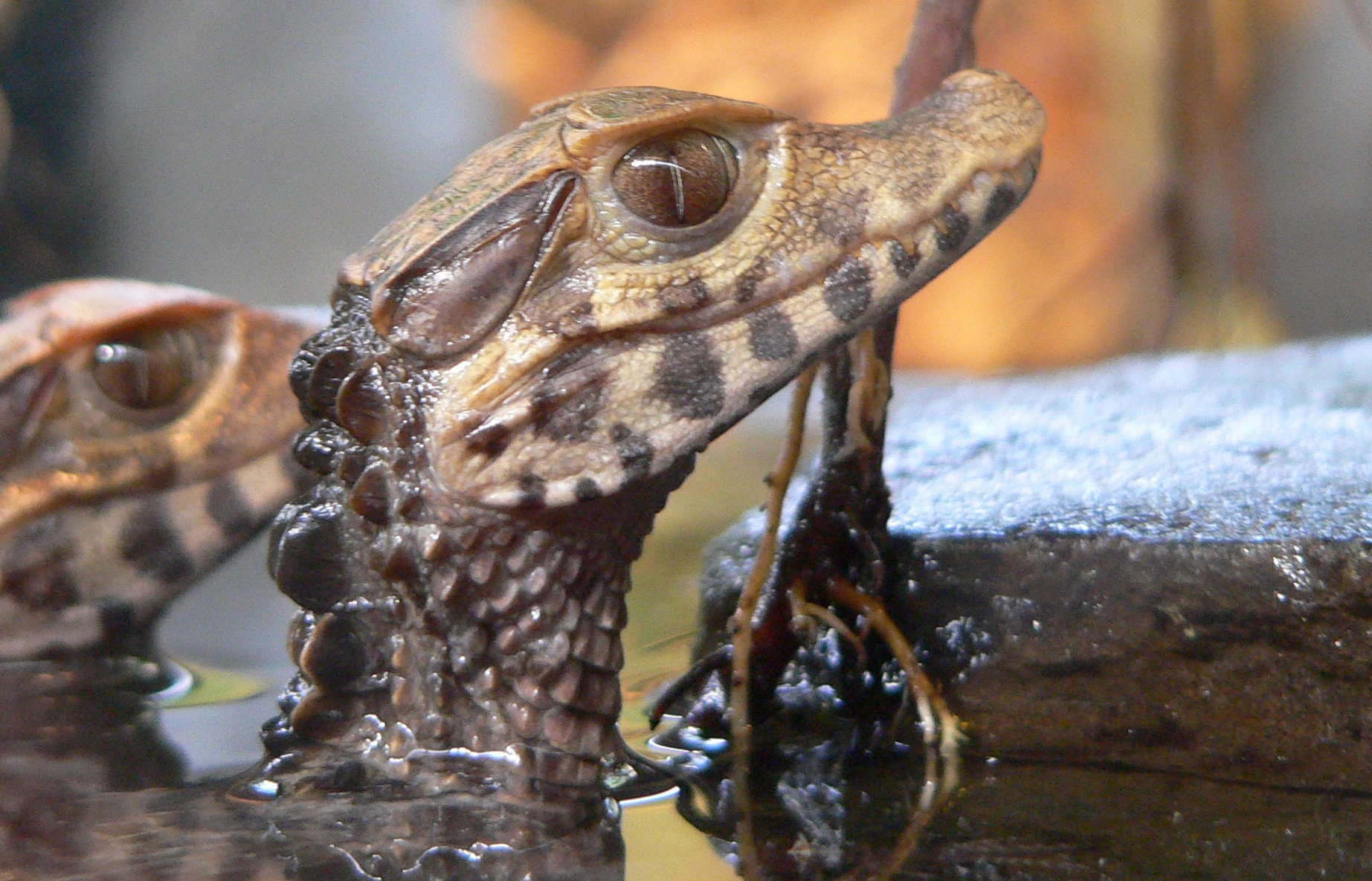
Jungtiere

Der Brauen-Glattstirnkaiman erreicht eine maximale Körperlänge von etwa 1,50 Metern bei den Männchen und etwa 1,20 Metern bei den Weibchen. Er ist damit wie der einzige weitere Vertreter der Glattstirnkaimane (Gattung Paleosuchus), der Keilkopf-Glattstirnkaiman (Paleosuchus trigonatus), ein sehr kleines  Krokodil. Die Schnauze ist im Gegensatz zu seinem Verwandten sehr kurz, und die Tiere besitzen einen hohen, fast hundeartigen Schädel. Weitere Merkmale der Glattstirnkaimane sind die braunen Augen sowie das Fehlen eines knöchernen Grates zwischen den Augen, daher der Name der Gruppe. Insgesamt sind der Körper und auch der Schwanz stark verknöchert.

## Verbreitung
Der Brauen-Glattstirnkaiman lebt in den dichten Regenwäldern des Amazonas- und des Orinokobeckens sowie des Rio São Francisco, des Paraná und des Río Paraguay. Sein Lebensraum sind überflutete Waldflächen im Bereich größerer Seen sowie deren unterholzreiche Ufer. Außerdem leben sie im Galeriewald der Flüsse am Rande des Regenwaldes, dringen jedoch nicht in die Llanos und das Pantanal vor.

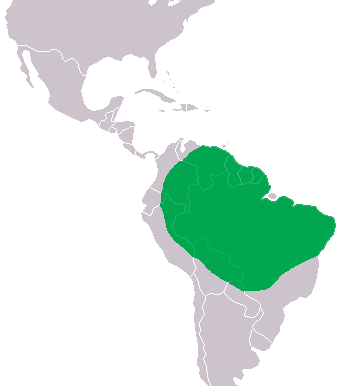
Verbreitung

## Lebensweise
Brauen-Glattstirnkaimane bauen Hügelnester aus Erde und Pflanzenmaterial, die sie im Unterholz verstecken. Über ihr Brutverhalten ist nicht wesentlich mehr bekannt.
Die Jungtiere und die Erwachsenen ernähren sich wahrscheinlich im Freiland vor allem von Insekten und Fischen sowie anderen kleinen Wirbeltieren.